# Брюн, Ингвар
Ингвар Брюн (норв. Yngvar Bryn; 17 декабря 1881, Кристиансанн, Норвегия — 30 апреля 1947, Осло, Норвегия) — норвежский легкоатлет и фигурист, участник двух Олимпиад — 1900 и 1920 годах.

## Карьера
Был серебряным призёром Олимпийских игр 1920 года, десятикратный чемпион Норвегии (1908—1913 и 1919—1922 годов) в парном катании.
Ингвар Брюн участвовал в олимпийских играх 1900 года, выступал на дистанциях 200 метров и 400 метров, во второй раунд забегов не попал. Был чемпионом Норвегии на дистанции 500 метров в 1900 и 1902 годах. В парном катании выступал в паре с Алексией Брюн-Скёйен. В 1932 году на Олимпиаде 1932 года был судьёй в фигурном катании и скоростном беге на коньках. Возглавлял Норвежскую конькобежную ассоциацию с 1926 по 1927 годы.
Был судьёй в фигурном катание. Судил на III Олимпийских играх соревнования среди мужчин, женщин и спортивных пар.

## Спортивные достижения

### Пары
(с Алексия Скёйен)
| Соревнования/Сезоны | 1908 | 1909 | 1910 | 1911 | 1912 | 1913 | 1914 | 1915 | 1916 | 1917 | 1918 | 1919 | 1920 | 1921 | 1922 | 1923 |
| ------------------- | ---- | ---- | ---- | ---- | ---- | ---- | ---- | ---- | ---- | ---- | ---- | ---- | ---- | ---- | ---- | ---- |
| Летние Олимпиады    |      |      |      |      |      |      |      |      |      |      |      |      | 2    |      |      |      |
| Чемпионаты мира     |      |      |      | 5    | 3    | 4    | 5    |      |      |      |      |      |      |      | 5    | 2    |
| Чемпионаты Норвегии | 1    | 1    | 1    | 1    | 1    | 1    |      |      |      |      |      | 1    | 1    | 1    | 1    |      |